# Bullimus luzonicus
Bullimus luzonicus е вид гризач от семейство Мишкови (Muridae). Видът не е застрашен от изчезване.

## Разпространение и местообитание
Разпространен е във Филипини.
Обитава гористи местности и храсталаци.

## Описание
На дължина достигат до 24 cm.